# 寺野町
寺野町（てらのちょう）は、愛知県津島市の地名。

## 地理
津島市北東部に位置する。東はあま市、南は蛭間町、北は青塚町・牧野町に接する。

## 歴史

### 人口の変遷
国勢調査による人口および世帯数の推移。
| 1995年（平成7年）  | 226世帯 701人 |  |
| 2000年（平成12年） | 295世帯 843人 |  |
| 2005年（平成17年） | 303世帯 843人 |  |
| 2010年（平成22年） | 343世帯 914人 |  |
| 2015年（平成27年） | 346世帯 870人 |  |

### 沿革
- 江戸時代は尾張国海東郡の尾張藩領清洲代官所支配の寺野村として所在[1]。
- 1889年（明治22年） - 野間村大字寺野となる[1]。
- 1906年（明治39年） - 神守村大字寺野となる[1]。
- 1955年（昭和30年）1月1日 - 津島市寺野町となる[1]。

## 交通
- 愛知県道青塚永和停車場線[2]

## 施設
- 西濃運輸[2]
- 神明神社[2]
- 白山神社[2]
- 浄土宗明安寺[2]

### WEB
1. ↑  “愛知県津島市の町丁・字一覧”.   人口統計ラボ. 2023年3月12日閲覧。
2. ↑  総務省統計局 (2017年1月27日). “平成27年国勢調査の調査結果(e-Stat) - 男女別人口及び世帯数 －町丁・字等” (CSV). 2021年7月21日閲覧。
3. ↑  “愛知県津島市の郵便番号一覧”.   日本郵便. 2023年3月11日閲覧。
4. ↑  “市外局番の一覧” (PDF).   総務省 (2022年3月1日). 2022年3月22日閲覧。
5. ↑  総務省統計局 (2014年3月28日). “平成7年国勢調査の調査結果(e-Stat) - 男女別人口及び世帯数 －町丁・字等” (CSV). 2021年7月20日閲覧。
6. ↑  総務省統計局 (2014年5月30日). “平成12年国勢調査の調査結果(e-Stat) - 男女別人口及び世帯数 －町丁・字等” (CSV). 2021年7月20日閲覧。
7. ↑  総務省統計局 (2014年6月27日). “平成17年国勢調査の調査結果(e-Stat) - 男女別人口及び世帯数 －町丁・字等” (CSV). 2021年7月21日閲覧。
8. ↑  総務省統計局 (2012年1月20日). “平成22年国勢調査の調査結果(e-Stat) - 男女別人口及び世帯数 －町丁・字等” (CSV). 2021年7月21日閲覧。
9. ↑  総務省統計局 (2017年1月27日). “平成27年国勢調査の調査結果(e-Stat) - 男女別人口及び世帯数 －町丁・字等” (CSV). 2021年7月21日閲覧。

### 書籍
1. 1 2 3 4 5  「角川日本地名大辞典」編纂委員会 1989, p. 859.
2. 1 2 3 4 5 6 7  「角川日本地名大辞典」編纂委員会 1989, p. 1727.